# Lenguaje de descripción de recursos educativos

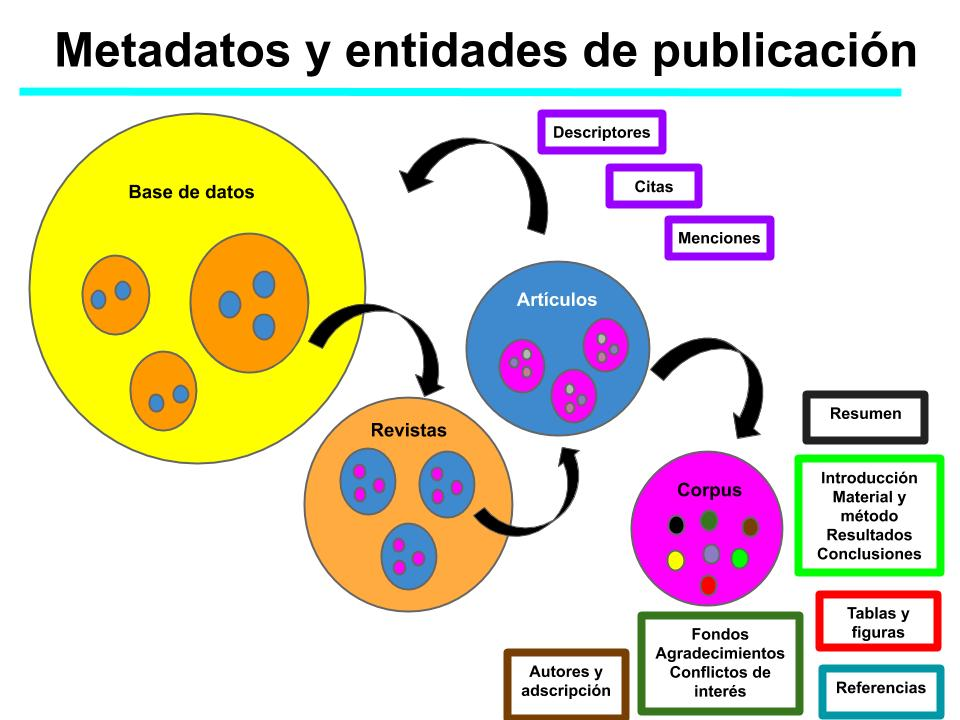
metadatos

La búsqueda y almacenamiento de los recursos digitales de aprendizaje necesita descripciones completas, adecuadas y estandarizadas de los mismos. Dichas descripciones se realizan mediante registros de metadatos que si bien pueden ser propias de los repositorios o instituciones que publican o almacenan los recursos, frecuentemente siguen un estándar o esquema de metadatos.
La información a incluir en un registro de metadatos de un objeto de aprendizaje depende del esquema de metadatos utilizado, pues existen varias propuestas. El estándar LOM (Learning Object Metadata) de IEEE, que se basa en Dublin Core –una propuesta de metadatos más amplia que permite definir todo tipo de recursos, no solo recursos didácticos–, es con mucho el más ampliamente utilizado y recomendado. No obstante, existen también variantes en el ámbito local, tales como CanCore o UK LOM Core  o LOM-ES que se basan en el propio estándar IEEE LOM y que se engloban en lo que LOM denomina perfiles de aplicación. Puesto que IEEE LOM es el único estándar específicamente orientado a la definición de metadatos para objetos de aprendizaje, lo trataremos con mayor profundidad.

## El estándar IEEE LOM

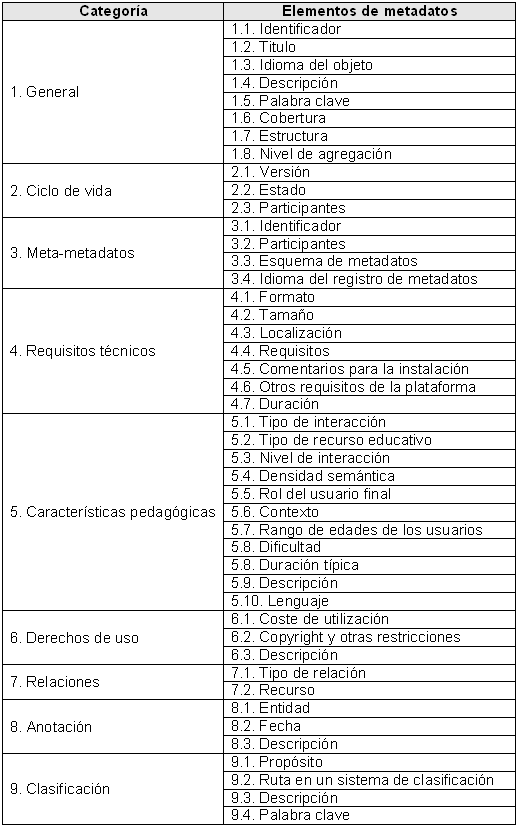
Categorías de elementos de metadatos en IEEE LOM

IEEE LOM describe un esquema de datos conceptual que define la estructura de los metadatos para los objetos de aprendizaje. Su propósito es facilitar la búsqueda, evaluación, adquisición y uso de objetos de aprendizaje por parte de los estudiantes, instructores o sistemas automatizados, así como el intercambio de los mismos y su uso compartido, permitiendo así el desarrollo de catálogos e inventarios.
IEEE LOM establece un esquema dividido en 9 categorías de elementos de metadatos, describiendo cada una de ellas un aspecto sobre el que reseñar información del objeto de aprendizaje. Un resumen esquematizado de su estructura se muestra en la figura que aparece a la derecha de este texto.
El esquema base de LOM está formado por nueve categorías, cada una de las cuales incluye varios elementos o subcategorías de metadatos que permiten “etiquetar” los objetos de aprendizaje con un gran nivel de detalle:
1. General, agrupa información general que describe el objeto de aprendizaje como un todo.
2. Ciclo de vida incluye características relacionadas con la historia y estado actuales del objeto de aprendizaje, y todo aquello que le haya afectado durante su evolución.
3. Meta-Metadatos permite incluir información sobre la propia instancia de metadatos (en lugar de sobre el propio objeto de aprendizaje).
4. Requisitos técnicos agrupa información sobre requisitos y características técnicas del objeto de aprendizaje.
5. Características pedagógicas incluye información sobre las características pedagógicas y educativas del objeto de aprendizaje.
6. Derechos de uso agrupa información sobre propiedad intelectual y condiciones de uso para el objeto de aprendizaje.
7. Relaciones agrupa características que describen las relaciones entre este objeto de aprendizaje y otros objetos relacionados.
8. Anotaciones proporciona comentarios sobre el uso pedagógico del objeto de aprendizaje y aporta información sobre cuándo y quién creó dichos comentarios.
9. Clasificación describe el objeto de aprendizaje de acuerdo con un determinado sistema de clasificación.

El estándar está publicado en varios idiomas. En la sección de referencias puede encontrar la dirección para descargar la versión original (en inglés) y la traducción al castellano.
Es importante reseñar que LOM establece como opcionales todos los campos de datos del estándar, lo cual, y aunque parezca paradójico, permite crear un registro de metadatos sin información para un objeto de aprendizaje, y dicho registro vacío sería conforme con el estándar. Sin embargo, este caso extremo no es en absoluto común. Partiendo de la libertad que LOM permite a los creadores de metadatos, es habitual que cada organización utilice para etiquetar sus objetos de aprendizaje aquel conjunto de elementos de LOM que considere más apropiados, no utilizando aquellos que considere que no le serán útiles para sus propósitos de manejo y gestión. La forma de elección de un conjunto de metadatos adecuado a una organización, a un determinado grupo de recursos o a una finalidad concreta, está contemplada mediante los denominados perfiles de aplicación.

### Perfiles de aplicación
La inclusión de instancias de metadatos junto con el objeto de aprendizaje tiene como objeto fundamental el facilitar información estándar sobre los contextos de utilización del mismo, aumentando así su reusabilidad. Sin embargo, no en todos los contextos se utiliza IEEE LOM de la misma forma, ni es necesario hacer un uso completo de todas las posibilidades del estándar.
IEEE LOM establece diferentes niveles de conformidad con el estándar, diferenciando entre instancias conformes y estrictamente conformes:
- Una instancia de metadatos es estrictamente conforme con el estándar LOM si solo incluye elementos del esquema base de LOM.
- Una instancia de metadatos conforme con el estándar LOM puede incluir elementos extendidos.

Un perfil de aplicación es un subconjunto de elementos LOM que se define para su utilización en una comunidad, contexto u organización determinados. Estos subconjuntos están formados por el conjunto de elementos o categorías de metadatos de IEEE LOM elegidas y por una especificación acerca de si la introducción de información para cada una de ellas es obligatoria u opcional. De este modo, los perfiles de aplicación pueden tener elementos conformes o añadir elementos que no aparecían en los esquemas originales de IEEE LOM. A menudo suelen también incluir nuevos términos en los vocabularios controlados de IEEE LOM, especificar distintas cardinalidades para alguno de los elementos, restricciones de obligatoriedad en ciertos términos, o cualesquiera otras restricciones o modificaciones que no existen en IEEE LOM.

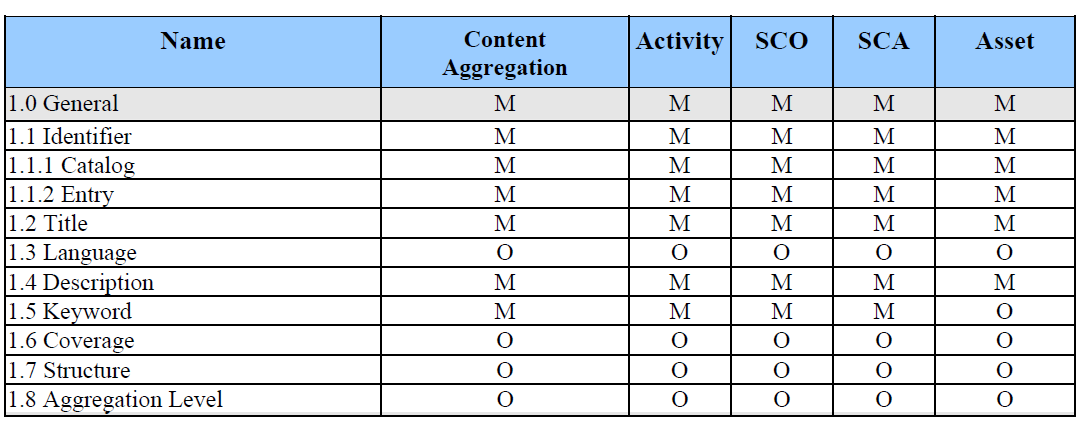
Detalle de los perfiles de aplicación SCORM para la categoría 1 de IEEE LOM

Existen multitud de perfiles de aplicación publicados. Posiblemente CanCore (perfil de aplicación canadiense centrado en aspectos semánticos y de interpretación en lugar de en requisitos técnicos), UK LOM Core Archivado el 24 de noviembre de 2016 en Wayback Machine. (perfil creado por la comunidad de práctica del Reino Unido con ánimo de identificar prácticas comunes en el uso de metadatos), LOM-ES (iniciativa de las administraciones españolas para promover y facilitar iniciativas de desarrollo de los repositorios de recursos y materiales educativos a nivel nacional) y los perfiles incluidos en la especificación SCORM (Activity, SCO, SCA y Asset) son los más ampliamente conocidos y maduros a nivel global. A la derecha se representan parte de los perfiles de aplicación definidos en SCORM (Content, Activity, SCO, SCA y Asset). En ella se aprecia la definición de los requisitos de cada uno de los 5 perfiles de aplicación, para cada uno de los cuales se listan los requisitos correspondientes a cada categoría, donde una “M” indica que el elemento es obligatorio (mandatory), mientras que una “O” indica que el elemento en cuestión es opcional en el perfil indicado.

### Descripciones no estructuradas
Existiendo mecanismos precisos (tales como los perfiles de aplicación) para que una organización o comunidad de práctica especifique los elementos de interés dentro del conjunto de categorías de IEEE LOM o de cualquier otro esquema formal, la utilización de estándares no es tan frecuente como sería deseable. 
Así, en muchas ocasiones, las organizaciones bien por desconocimiento de la existencia de los perfiles de aplicación o bien por otros motivos tales como la dificultad de “obligar” a los creadores de metadatos a incluir una información estandarizada y uniforme, permiten etiquetar los objetos de aprendizaje con informaciones de la más diversa naturaleza. Para ejemplarizar lo anterior, se muestra en la imagen a la derecha parte del registro de información de metadatos para un objeto de aprendizaje real obtenido del repositorio MERLOT. En dicho ejemplo se muestra, a la izquierda, la información de metadatos para un recurso tal y como aparece en el repositorio, y a la derecha, la equivalencia de dicha información con algunas de las categorías del estándar LOM.  
La existencia de repositorios que incluyen información de metadatos desestructurada, incompleta o no estándar es un problema que dificulta la interoperabilidad de plataformas, la uniformidad de acceso a los recursos y en último término la reusabilidad de los mismos.

## Editores de metadatos
La edición y creación manual de un registro de metadatos resulta tediosa, especialmente cuando se sigue el estándar IEEE LOM debido al gran número de campos de información a rellenar. Existen diversas herramientas que facilitan esta tarea, la mayoría de las cuales permiten crear metadatos externos a los recursos, esto es, registros para objetos de aprendizaje previamente existentes y que por tanto se almacenarán de manera separada al propio recurso. Algunas de las alternativas más utilizadas son las siguientes:
- LOMPad, un editor de libre distribución denominado compatible con la especificación IEEE-LOM y SCORM, así como con los perfiles de aplicación CanCore y Normetic. Desarrollado por instituciones de enseñanza canadienses, es una herramienta madura y muy ampliamente utilizada.
- LOM-Editor Archivado el 24 de noviembre de 2016 en Wayback Machine., un editor de objetos de metadatos de aprendizaje que cumple con el estándar IEEE LOM de metadatos para objetos de aprendizaje desarrollado en el marco del proyecto PROLEARN.
- El editor RELOAD Archivado el 23 de noviembre de 2006 en Wayback Machine. es una herramienta que permite incluir registros de metadatos internos en los objetos de aprendizaje. Una interesante alternativa para quienes crean no solo las descripciones sino también los objetos de aprendizaje.
- SHAME Archivado el 27 de julio de 2016 en Wayback Machine. es un framework para la construcción de editores,  presentaciones e interfaces de consulta, que ofrece como demostración de operación un editor de metadatos construido como parte del proyecto Organic.Edunet Archivado el 14 de noviembre de 2016 en Wayback Machine..

El resultado de la utilización de un editor es un conjunto de metadatos conformes con el estándar IEEE LOM (o con el perfil de aplicación elegido) que puede almacenarse en formato XML, compartirse y ser posteriormente modificado si fuera necesario. Recomendamos utilizar el editor de libre distribución denominado LOMPad por su madurez y simplicidad de uso en comparación con otras opciones disponibles.